# Gast Waltzing

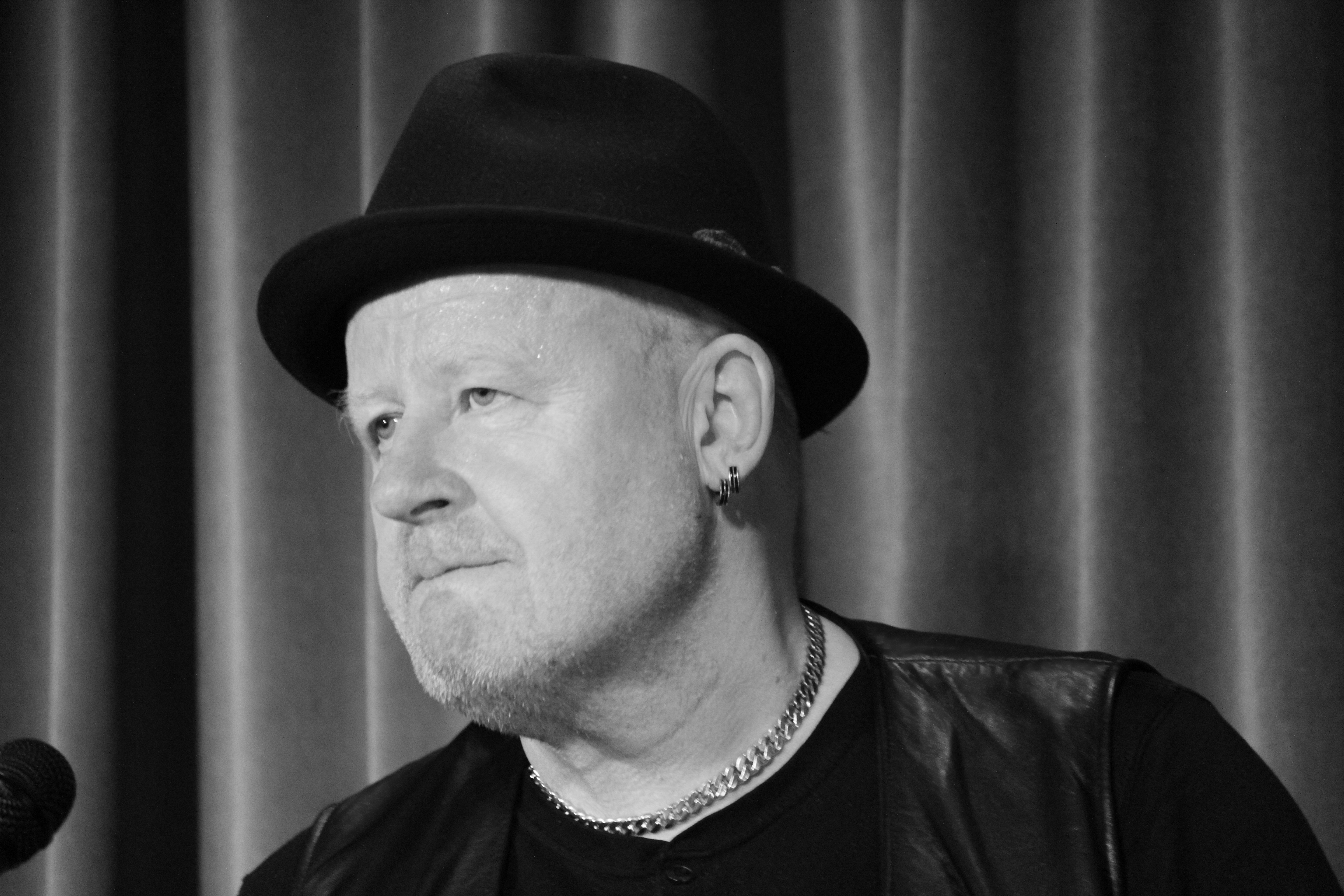
Gast Waltzing, 2014

Gast Waltzing (gelegentlich auch als Gaston Waitzling oder Gaston Waltzing erwähnt; * 13. August 1956 in Luxemburg) ist ein luxemburgischer Musikprofessor, Trompeter, Dirigent und Komponist. Waltzing wurde als Komponist zahlreicher Titelmelodien für Fernseh- und Kinoproduktionen bekannt.

## Leben und Wirken
Bereits im Alter von sieben Jahren besuchte er das Konservatorium in seiner Heimatstadt Luxemburg. Später studierte er Musik am Conservatoire Royal de Bruxelles und am Pariser Konservatorium.
Im Jahr 1982 übernahm er eine Musikprofessur am Konservatorium in Luxemburg. Mit seiner jazzorientierten Band Largo trat er in vielen europäischen Ländern und in Asien auf und veröffentlichte bisher die Alben Fables of Lost Time (2003) und Long Journey (2005).
Waltzing betreibt mit der Waltzing Parke Records (WPR) eine eigene Musikproduktionsgesellschaft.
In der Rockhal in Luxemburg dirigierte Waltzing 2010 die Deutsche Radio Philharmonie bei einem Konzert von Amy Macdonald, für das er Partituren für die sinfonische Umsetzung schrieb.

## Filmmusik (Auszug)

### Kinofilme
- 1989: A Wopbopaloobop A Lopbamboom
- 1993: Three Shake-a-leg Steps to Heaven
- 1994: Rotwang muß weg!
- 1995: Beim nächsten Kuß knall’ ich ihn nieder
- 1997: Back in Trouble
- 1999: Une nuit de cafard (Kurzfilm)
- 1999: New World Disorder
- 2001: Tödliche Formel
- 2001: The Point Men
- 2003: Os Imortais
- 2004: George und das Ei des Drachen (George and the Dragon)
- 2006: Psyclist
- 2015: Die dunkle Seite des Mondes
- 2015: Sunset Song
- 2019: Never Grow Old

### Fernsehproduktionen
- 1990: Ex und hopp – Ein böses Spiel um Liebe, Geld und Bier
- 1993: Die Männer vom K3 – Tanz auf dem Seil
- 1994: Die Männer vom K3 – Keine Chance zu gewinnen
- 1995: The Way to Dusty Death
- 1997: Zwei Brüder – Nervenkrieg
- 1997: Küstenwache (Serie, 1 Folge)
- 1998: Der Schnapper: Blumen für den Mörder
- 1998: Polizeiruf 110 – Rot ist eine schöne Farbe
- 1998: Polizeiruf 110 – Discokiller
- 2001: Polizeiruf 110 – Kurschatten
- 2003: Polizeiruf 110 – Doktorspiele
- 2005: Utta Danella – Eine Liebe in Venedig
- 2005: Polizeiruf 110 – Die Tote aus der Saale
- 2007: Liebe auf den dritten Blick
- 2009: Zu zweit ist es leichter (À deux c’est plus facile)
- 2013: Air Force One Is Down